# Elizabeth Taylor
Elizabeth Rosemond Taylor (Hampstead, Inglaterra; 27 de febrero de 1932-Los Ángeles, California; 23 de marzo de 2011), también conocida como Liz Taylor, fue una actriz británicoestadounidense de cine, teatro y televisión. Desarrolló en Estados Unidos una carrera artística que se extendió por más de sesenta años, en la que adquirió popularidad principalmente como actriz en películas de Hollywood.
Su primer papel en el cine fue en There's One Born Every Minute (1942) —para los estudios Universal Pictures—, junto con Hugh Herbert. Sin embargo, su período de mayor popularidad ocurriría a mediados de los años cuarenta, con largometrajes juveniles como National Velvet, de 1944. Desde la década de 1950, sus roles en cine fueron cada vez más importantes y fue reconocida por sus dotes interpretativas para el drama, consagrándose con películas como El padre de la novia (1950), A Place in the Sun (1951), Gigante (1956), Cat on a Hot Tin Roof (1958), Suddenly, Last Summer (1959) y BUtterfield 8 (1960), por las cuales recibió una gran cantidad de premios y distinciones. Fue dirigida por prestigiosos directores como Vincente Minnelli o Richard Brooks, y actuó junto con actores como Richard Burton, Spencer Tracy, Montgomery Clift, James Dean, Rock Hudson o Paul Newman.
Su papel como Cleopatra en la accidentada y polémica película homónima de 1963 fue muy elogiado, al igual que su actuación en Who's Afraid of Virginia Woolf? (1966) de Mike Nichols. En 1981 debutó en Broadway con The Little Foxes, por la cual recibió críticas favorables. A mediados de la década de 1980, se convirtió en activista a favor de causas humanitarias, especialmente la lucha contra el sida. El resto de su carrera estuvo ligado principalmente al medio televisivo, participando en telenovelas como General Hospital y All My Children, y en comedias como The Nanny. Su retiro de las pantallas se produjo en 2001 con la película para televisión These Old Broads.
Entre sus múltiples premios ganó tres premios Óscar (uno de ellos honorífico), cinco Globos de Oro, tres premios BAFTA británicos y el David de Donatello. Fue nombrada dama comendadora de la Orden del Imperio Británico, por lo que recibió el título de Dame, equivalente del masculino Sir.
Reconocida por su espectacular y deslumbrante belleza, fue también sumamente popular por su tormentosa vida privada y su pasión por las joyas.
En 1999, el American Film Institute la nombró como la séptima mejor estrella femenina de los primeros cien años del cine estadounidense.

## Biografía

### Primeros años y educación

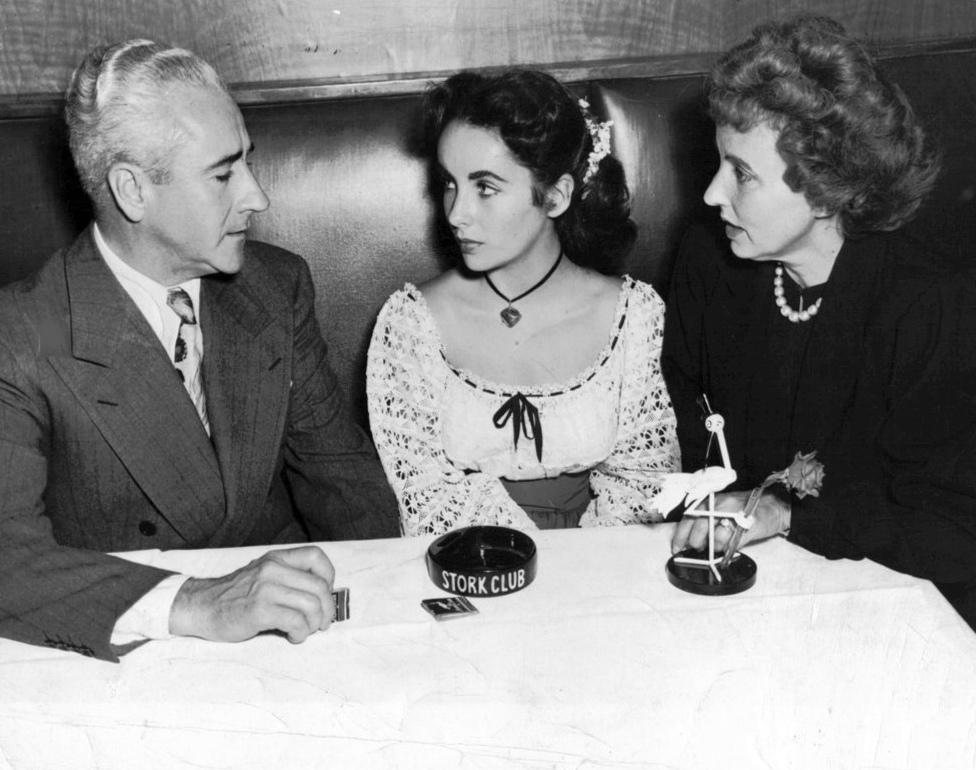
Taylor con sus padres en 1947

Elizabeth Rosemond Taylor nació en Hampstead, Londres. Fue la menor de los dos hijos de Francis Lenn Taylor (1897-1968) y Sara Sothern (de soltera Sara Viola Warmbrodt, 1895-1994), estadounidenses que residían en Inglaterra. El hermano mayor de Taylor, Howard Taylor, nació en 1929. Sus padres eran originarios de Arkansas. Francis Taylor era un marchante de arte y Sara era una exactriz cuyo nombre artístico era Sara Sothern. Sothern se retiró de los escenarios en 1926, cuando se casó con Francis en la ciudad de Nueva York. Los nombres de Taylor son en honor a su abuela paterna, Mary Elizabeth (Rosemond) Taylor. Uno de sus bisabuelos maternos era suizo.
El coronel Víctor Cazalet, uno de sus amigos más cercanos, tuvo una influencia importante en su familia. Soltero adinerado, miembro del Parlamento y amigo íntimo de Winston Churchill, Cazalet era un gran apasionado del arte y el teatro y motivó a la familia Taylor a mudarse a América. Además, como un científico cristiano y predicador laico, sus vínculos con la familia eran espirituales. También se convirtió en el padrino de Elizabeth. En una ocasión, cuando ella estaba sufriendo de una infección grave cuando era niña, permaneció junto a su cama durante semanas. Ella «rogaba» estar en su compañía: «Madre, por favor llama a Víctor e invítalo a que venga a sentarse conmigo».
El biógrafo Alexander Walker sugiere que Elizabeth se convirtió al judaísmo a los veintisiete años y su apoyo permanente hacia Israel puede haber sido influenciado por las opiniones que escuchaba en casa. Walker señala que Cazalet realizó una campaña activa para una patria judía y su madre también trabajó en varias organizaciones benéficas, que incluía la recaudación de fondos de patrocinio para el sionismo.
A la edad de tres años, Taylor comenzó a tomar lecciones de ballet. Poco antes del comienzo de la Segunda Guerra Mundial, sus padres decidieron regresar a los Estados Unidos para evitar la guerra. Viajó primero con su madre y hermano, aterrizando en la ciudad de Nueva York en abril de 1939, mientras que su padre se quedó en Londres para concluir los asuntos en su negocio de arte, llegando en noviembre. Se establecieron en Los Ángeles, California, donde su padre abrió una nueva galería de arte, que incluía muchas pinturas que eran importadas de Inglaterra. La galería pronto atrajo a muchas celebridades de Hollywood que apreciaron sus modernas pinturas europeas. Según Walker, la galería «abrió muchas puertas para los Taylor, llevándolos directamente a la sociedad del dinero y el prestigio» dentro de la comunidad cinematográfica de Hollywood.

### Carrera artística

#### Comienzos

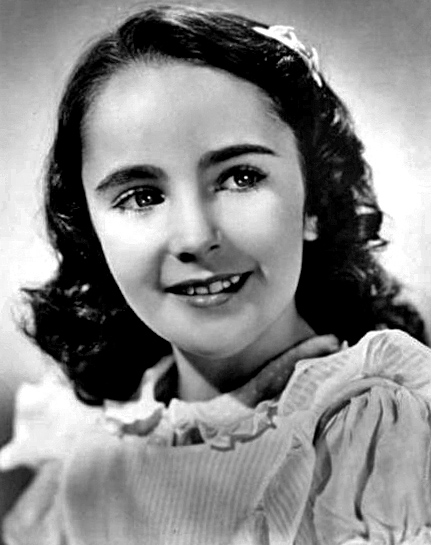
Taylor, a los ocho años, en 1940

Poco después de instalarse en Los Ángeles, la madre de Taylor descubrió que la gente de Hollywood «habitualmente veía una futura película para cada cara bonita». Algunos de los amigos de su madre, e incluso extraños, insistieron en que Taylor hiciera una prueba de pantalla para el papel de la hija de Scarlett O’Hara en el filme Gone with the Wind (Lo que el viento se llevó), que estaba siendo filmada. Su madre se negó a la idea, pues nunca tuvo el interés de que su hija fuera una niña actriz y en todo caso, su idea era volver a Inglaterra después de la guerra.
La columnista de Hollywood Hedda Hopper presentó a los Taylor a Andrea Berens, la novia de John Cheever Cowdin, presidente y principal accionista de Universal Pictures. Berens insistió a Sara que se tomase el tiempo de ir con su hija a ver a Cowdin, asegurando que la había deslumbrado la impresionante belleza de la niña. Metro-Goldwyn-Mayer también se interesó en Taylor al igual que Louis B. Mayer, cabeza del estudio. Como resultado de ello, tanto Universal Pictures como MGM tenían dispuesto contratarla. Cuando Universal se enteró de que MGM estaba igualmente interesada, Cowdin telefoneó rápidamente a Universal y le ofreció un contrato de siete años.
Taylor apareció en su primera película a la edad de nueve años en There's One Born Every Minute (1942), su única película de la Universal. Algunos especulan con que ella no logró satisfacer las expectativas de Cowdin, y que ni siquiera sus hermosos ojos lo impresionaron. Los ojos de Taylor eran azules, hasta el punto de parecer violetas, y estaban bordeados por una doble hilera de pestañas como consecuencia de una rara mutación genética.

#### Primeros papeles

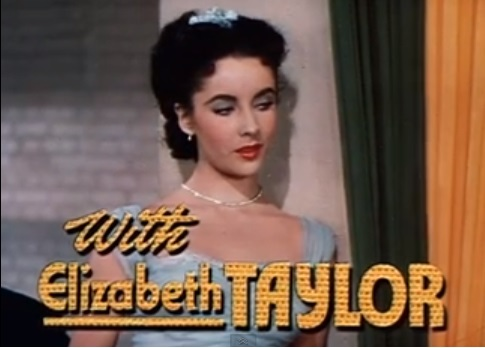
Taylor en el tráiler de A Date with Judy (1948)

Taylor figuró en el elenco del filme sobre la perra Lassie Lassie Come Home (1943) con el niño estrella Roddy McDowall, con quien compartiría una amistad de por vida. La película recibió una atención favorable para los actores y la MGM firmó con Taylor un contrato convencional de siete años, a partir de $100 a la semana con subidas periódicas. Su primer trabajo con el nuevo contrato era un préstamo de salida a 20th Century Fox para interpretar el personaje de Helen Burns en una versión cinematográfica de la novela de Charlotte Brontë Jane Eyre (1943). Taylor regresó a Inglaterra para aparecer en la película Las rocas blancas de Dover (1944), bajo el sello de MGM.
La persistencia de Taylor en la búsqueda del papel de Velvet Brown en la película Fuego de juventud, la convirtió en una estrella a la edad de doce años. Su personaje era el de una niña que salva a un caballo de ser sacrificado y posteriormente, con la ayuda de un amigo, lo entrena para que participe en el Grand National. El filme, que coprotagonizó con el joven actor Mickey Rooney y la recién llegada a América Angela Lansbury, se convirtió en un gran éxito en su lanzamiento en diciembre de 1944. Muchos años después, Taylor la llamó «la película más emocionante» que jamás había hecho, aunque la película le trajo algunos de sus problemas de espalda años después, debido a la caída de un caballo durante el rodaje.
Los espectadores y los críticos «se enamoraron» de Elizabeth Taylor cuando la vieron en la película.
Fuego de juventud recaudó más de 4 millones de dólares en Estados Unidos y MGM le firmó a Taylor un nuevo contrato a largo plazo. Debido al éxito de la película, Taylor fue elegida para otra película de temática similar, Courage of Lassie (1946). El éxito de la película dio lugar a otro contrato de Taylor, en el que se estipulaba que debía recibir $750 por semana. Sus papeles como la neurótica Mary Skinner en un préstamo a la Warner Brothers en Life with Father (1947), Cynthia Bishop en Cynthia (1947), Carol Pringle en Así son ellas (1948) y Susan Prackett en Julia Misbehaves (1948) tuvieron éxito. Taylor se labró una reputación de actriz adolescente competente y exitosa, siendo apodada One-Shot Liz (en referencia a su capacidad para rodar una escena en una sola toma) y una carrera prometedora. La interpretación de Taylor en el clásico Mujercitas (Little Women, 1949) fue su último papel como adolescente.

#### La transición a papeles adultos
En octubre de 1948, Taylor se embarcó a bordo del RMS Queen Mary con rumbo a Inglaterra para comenzar a filmar Conspirator. A diferencia de otros niños actores, Taylor realizó una transición fácil hacia roles adultos. Para ese entonces, Taylor ya tenía la figura de una mujer madura. Conspirator fracasó en la taquilla, pero la historia de una muchacha estadounidense de dieciocho años que se enamora perdidamente de un oficial de la Guardia Británica (Robert Taylor) de treinta y ocho años fue elogiada por la crítica por ser su primer papel adulto en una película.
Su primer gran éxito de taquilla en un papel adulto vino como Kay Bancos en la comedia Father of the Bride (El padre de la novia, 1950), junto con Spencer Tracy y Joan Bennett. La película dio lugar a una secuela, El padre es abuelo (1951). Al filme le fue bien en taquilla, pero sería la próxima imagen de Taylor que determinaría el curso de su carrera como actriz dramática.
A finales de 1949, Taylor había comenzado a filmar Un lugar en el sol (A Place in the Sun), de George Stevens. Tras su lanzamiento en 1951, Taylor fue aclamada por su interpretación de Angela Vickers, una mujer malcriada perteneciente a la alta sociedad, que se interpone entre George Eastman (Montgomery Clift) y su pobre novia que se ha quedado embarazada Alice Tripp (Shelley Winters). En 1991, la película sería incluida entre las que preserva el National Film Registry (Registro Nacional de Filmes) de la Biblioteca del Congreso de Estados Unidos por ser consideradas «cultural, histórica, o estéticamente significativas».
Otras películas en las que intervino fueron Ivanhoe (1952), con Robert Taylor y Joan Fontaine, La senda de los elefantes (1954) y La última vez que vi París (1954), en la que su papel de Helen Willis Ellsworth se basó en la de Zelda Fitzgerald y, aunque estaba embarazada de su segundo hijo, Taylor siguió adelante con la película.

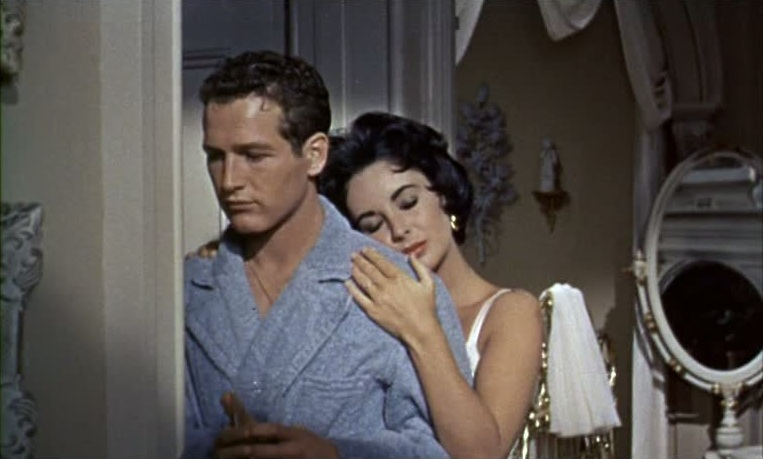
Taylor en una escena de La gata sobre el tejado de zinc

Tras un papel más sustancial junto con Rock Hudson y James Dean en la épica película de George Stevens Gigante (Giant, 1956), Taylor fue nominada a un premio de la Academia a la mejor actriz por la película El árbol de la vida (1957), ambiciosa producción ambientada en la Guerra de Secesión, pensada para emular el éxito de Lo que el viento se llevó. En el apogeo de su belleza, protagonizó junto con Paul Newman el drama romántico Cat on a Hot Tin Roof (La gata sobre el tejado de zinc, 1958), adaptación de la obra teatral homónima de Tennessee Williams. Recibió múltiples críticas positivas, su segunda nominación al premio Óscar por mejor actriz y su primera candidatura al galardón BAFTA como mejor actriz británica.
Durante las décadas de 1950 y 1960, se convirtió en una de las mayores estrellas del firmamento de Hollywood gracias a su presencia en los títulos citados y en otros como Suddenly, Last Summer (De repente el último verano, 1959), junto con Katharine Hepburn y Montgomery Clift (que le proporcionaría su primer Globo de oro y otra nominación al Óscar). Liz Taylor y Montgomery Clift mantuvieron una estrecha amistad hasta la muerte del actor en 1966.
Con Una mujer marcada (1960), donde encarnaba a una prostituta de lujo, Liz Taylor se llevaría su primer Óscar a la mejor actriz, tras sumar cuatro nominaciones en años consecutivos, un récord sólo igualado por Marlon Brando. A finales de la década de 1950, se acentuó su rivalidad con Marilyn Monroe, la otra gran estrella de los estudios 20th Century Fox, si bien se especializaron en diferentes papeles: Taylor optó por personajes atormentados, temperamentales y problemáticos, y Marilyn se hizo famosa como prototipo de sex symbol, mayormente en comedias.

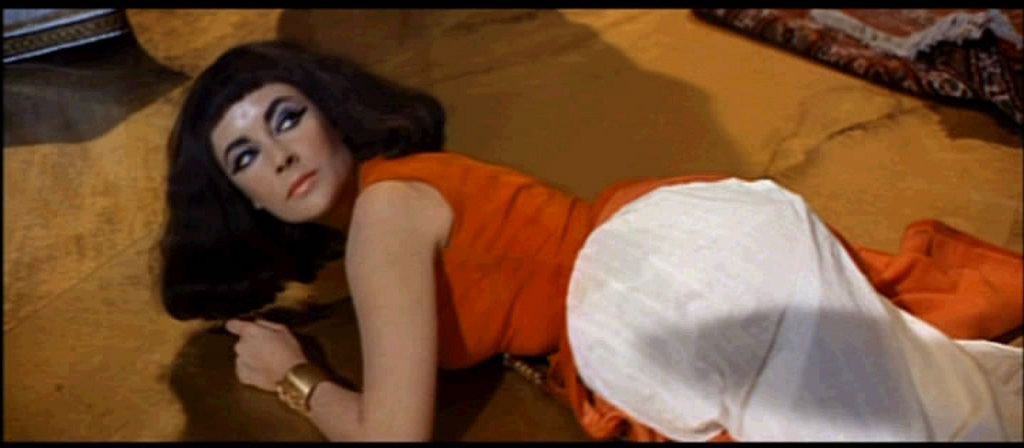
Taylor en el tráiler de Cleopatra

Su categoría de estrella quedó reforzada con la película más cara en la historia hasta entonces: Cleopatra (1963). Por esta película, Elizabeth Taylor fue la primera actriz que firmó un contrato por la suma (para entonces astronómica) de un millón de dólares. Sin embargo, varias peripecias la llevaron a superar este récord: los múltiples retrasos y contratiempos del rodaje, y un porcentaje de la taquilla contemplado en su contrato motivaron que terminase cobrando su sueldo multiplicado por siete. Fue en el rodaje de esta película donde conoció a Richard Burton; iniciaron un romance estando ambos casados, lo que provocó un enorme escándalo.
A partir de mediados de la década de 1960, su participación en el cine fue perdiendo pujanza, aunque aún tuvo ocasión de intervenir en varias películas de relieve, como La mujer indomable (dirigida por Franco Zeffirelli), Reflejos en un ojo dorado, con Marlon Brando (bajo la dirección de John Huston) y ¿Quién teme a Virginia Woolf?, de la que se dice es su mejor interpretación, al lado de Richard Burton. Por este trabajo, que en cierta manera reflejaba las desavenencias reales de sus protagonistas, Taylor recibió su segundo Óscar a la mejor actriz.

#### Irrupción en la televisión (1973-1979)

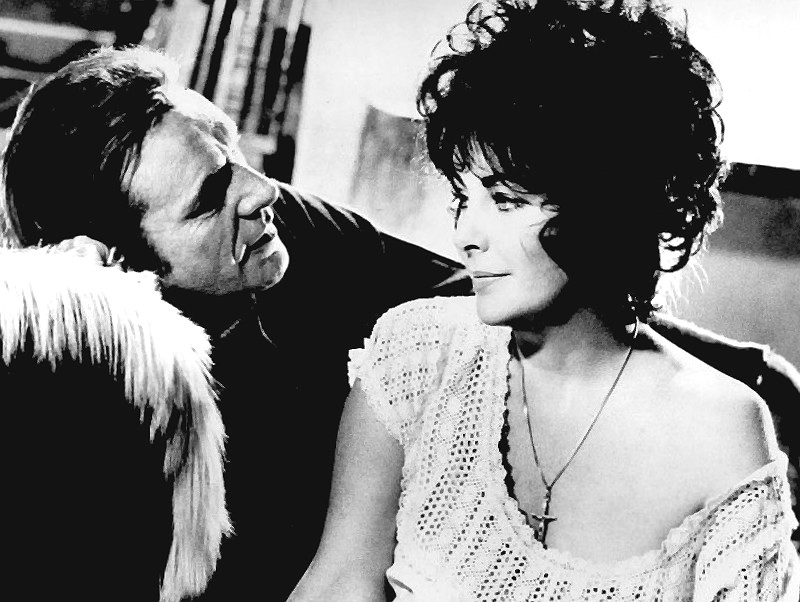
Taylor y Richard Burton actuando como Jane y Martin Reynolds en Divorce His - Divorce Hers (1973).

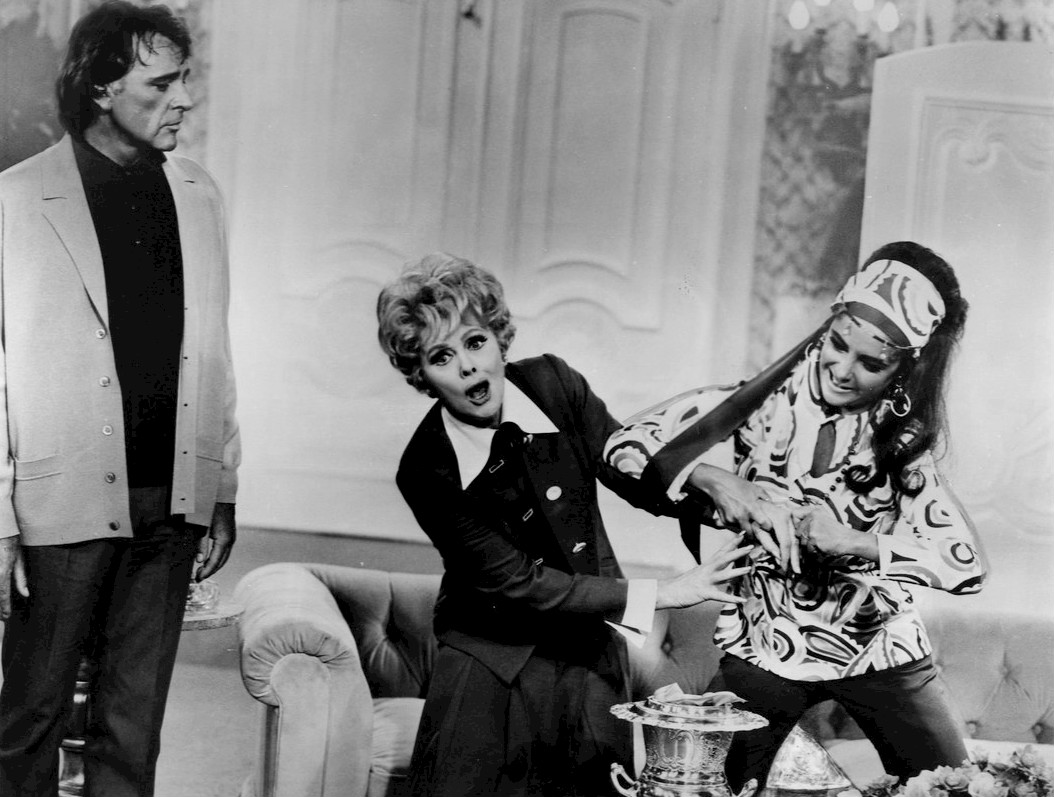
Taylor junto a Lucille Ball y Richard Burton en Here's Lucy (1974)

A partir de la década de los setenta, la carrera de Taylor en el cine decayó claramente, por lo que comenzó a tomar parte en papeles para la televisión y el teatro. La primera película rodada para la televisión en la que participó fue Divorce His - Divorce Hers, de 1973, en la que compartió escena con su entonces esposo Richard Burton y fue dirigida por Waris Hussein. Se trató de un drama en el que el matrimonio conformado por Jane y Martin Reynolds llega a su fin tras dieciocho años. En ese mismo año acudió al Festival Internacional de Cine de San Sebastián, a presentar su nueva película Una hora en la noche; vivía una temporada difícil por su reciente separación de Richard Burton. Su estancia fue tan fugaz como polémica, pero Taylor dio muestras de su carácter amable, no exento de rasgos caprichosos propios de su estatus de estrella. En 1976, rodó junto con Ava Gardner y Jane Fonda El pájaro azul, película para el público infantil dirigida por George Cukor, que recibió reseñas neutras y no funcionó demasiado bien comercialmente.
En 1977, actuó junto con Diana Rigg y Len Cariou en la adaptación cinematográfica de la obra musical A Little Night Music (Dulce Viena), con guion de Ingmar Bergman y dirección de Harold Prince. Recibió mayoritariamente críticas negativas.

#### Cine, teatro y televisión (1980-1989)
Más tarde, protagonizó El espejo roto (1980), basada en un relato de Agatha Christie, junto con Angela Lansbury, Tony Curtis, Kim Novak y su amigo personal Rock Hudson, bajo la dirección de Guy Hamilton. Se trató de un largometraje que recibió buenas críticas.
Participó en dos obras de teatro en Broadway: The Little Foxes (1981), llevada a cabo en el Teatro Martin Beck, por la que fue nominada al premio Tony por mejor actriz principal de una obra. Y Private Lives (1983), con la dirección de Milton Katselas en el Teatro Lunt-Fontanne. Cabe añadir que también fue la productora ejecutiva de ambas. 
A principios de la década de 1980, Liz Taylor participó en algunos episodios de las populares telenovelas General Hospital y All My Children. A partir de entonces sus apariciones en televisión se acrecentaron considerablemente, siendo protagonista en 1983 de Between Friends, telefilme escrito por el guionista Shelley List y con la participación especial de Carol Burnett, y en 1984 presentándose como actriz invitada en un episodio de la serie de drama Hotel.

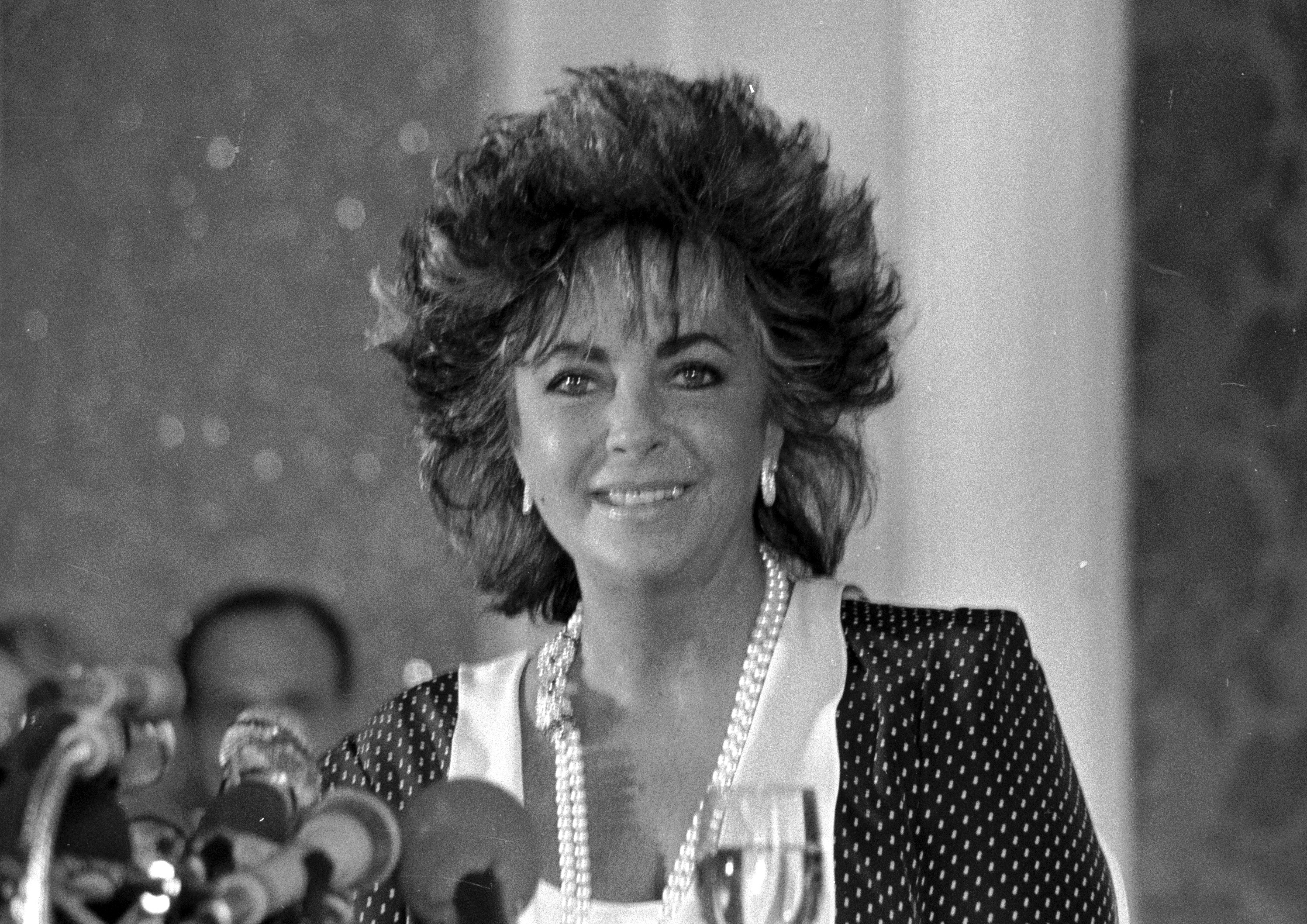
Taylor en el Festival de Cine Americano de Deauville de 1985

En 1985, fue protagonista de la película para televisión Malice in Wonderland, una historia basada en hechos reales sobre la rivalidad de las periodistas Louella Parsons (interpretada por Taylor) y Hedda Hoper. La producción recibió críticas variadas, pero aun así resultó ser uno de los principales eventos televisivos del año y generó altas clasificaciones en los Nielsen Ratings. Su siguiente proyecto fue la miniserie North and South (1985), un drama de la Guerra de Secesión basado en la trilogía homónima de novelas escrita por John Jakes, donde hizo el papel de Madam Conti, la propietaria de un prostíbulo. La mayoría de sus papeles en esa época fueron en películas de televisión que no recibieron la aclamación de la crítica como sus primeros trabajos en el medio pero continuaron siendo aceptados por el público, entre ellas Poker Alice (1987).
En 1988, Taylor filmó Young Toscanini, su primer largometraje estrenado en cines desde The Mirror Crack'd hacía ocho años atrás, donde recreó a la cantante de ópera Nadina Bulichoff. Fue protagonizada por C. Thomas Howell y dirigida por Franco Zeffirelli. No obstante, el largometraje recibió reseñas negativas y no funcionó bien comercialmente. Al año siguiente, Taylor volvió a trabajar en el medio televisivo. Actuó junto con Mark Harmon, Valerie Perrine, Ronnie Claire Edwards y Rip Torn en una adaptación de Sweet Bird of Youth (Dulce pájaro de juventud), dirigida por Nicolas Roeg. Dicho telefilme actualizaba una obra teatral (ya llevada al cine con Geraldine Page y Paul Newman) basada en la novela homónima de Gavin Lambert.

#### Focalización en televisión (1989-2001)
En 1989, fue protagonista de la película para televisión Sweet Bird of Youth, adaptación de la obra teatral homónima de Tennessee Williams, dirigida por Nicolas Roeg. Taylor representó a una actriz de cine en decadencia que sufre de alcoholismo y drogadicción.
A partir de la década de 1990, la carrera cinematográfica de Taylor se volcó casi por completo en la televisión. Por ejemplo, puso la voz al personaje de Maggie Simpson en un episodio de la popular serie animada de FOX Los Simpson en 1992 y realizó una breve aparición a modo de cameo en un capítulo de la comedia de situación protagonizada por Fran Drescher The Nanny, en 1994.
Su última aparición en una película —también la primera desde su actuación en Young Toscanini seis años antes— fue en Los Picapiedra (1994), versión en imagen real de la serie homónima de animación de los años sesenta. Allí trabajó al lado de John Goodman, Rick Moranis, Elizabeth Perkins y Rosie O'Donnell, entre otros. La película suscitó reacciones dispares: fue un éxito a nivel financiero, pero recibió críticas mayormente negativas. Por su trabajo, Taylor fue candidata a un Golden Raspberry en la categoría de peor actriz secundaria.
Hacia el final de su carrera, comenzó a recibir honores y reconocimientos por su longeva trayectoria en el espectáculo. En 1999, recibió el premio BAFTA a la trayectoria y en 2000 fue declarada dama comandante de la Orden del Imperio Británico por la reina Isabel II. Se retiró de las pantallas con la película para televisión These Old Broads (2001), al lado de Debbie Reynolds, Shirley MacLaine y Joan Collins.
En marzo de 2003, Taylor rechazó la invitación que le realizó la Academia de Artes y Ciencias Cinematográficas para asistir a la 75.ª ceremonia de entrega de los premios Óscar como muestra de su oposición a la guerra de Irak. El 1 de diciembre de 2007, la actriz participó de una función benéfica de la obra teatral Love Letters, en la que compartió escena con James Earl Jones. Las entradas tenían un costo de 2500 dólares y la recaudación fue destinada a la fundación caritativa de Taylor.

### Vida personal

#### Matrimonios, romances e hijos
Taylor se casó ocho veces con siete maridos. Sus esposos en orden cronológico fueron:

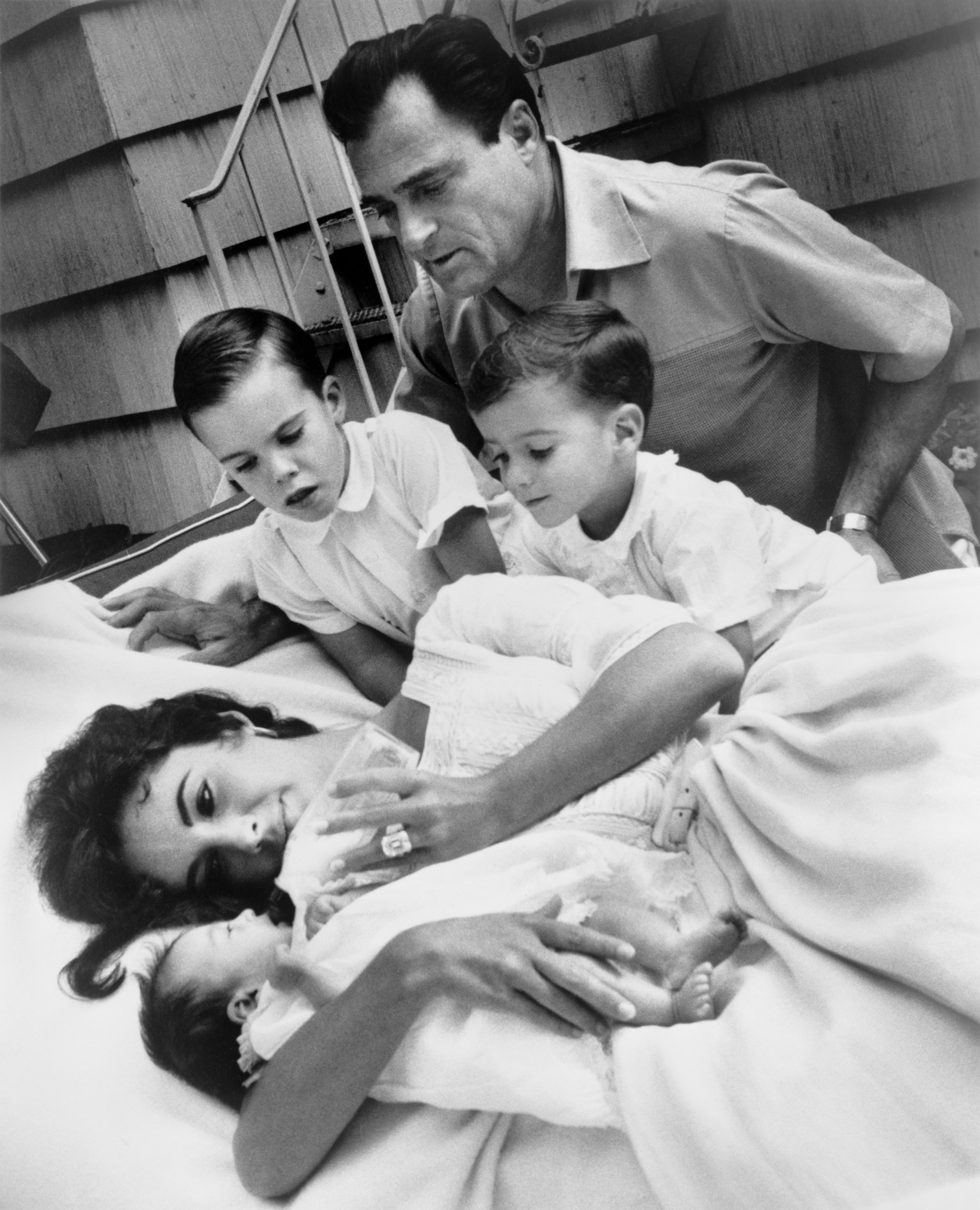
Taylor con su hija Liza y su marido Mike Todd, 1957

- Conrad «Nicky» Hilton (6 de mayo de 1950-29 de enero de 1951); Taylor creía que estaba enamorada del joven heredero, pero también quería escapar del control de su madre. Hilton se daba al «juego, la bebida y una conducta abusiva» y ella y sus padres, horrorizados, le provocaron un aborto involuntario, y el matrimonio terminó en divorcio después de nueve meses.

- Michael Wilding (21 de febrero de 1952-26 de enero de 1957); actor británico, 20 años mayor que ella.

- Mike Todd (2 de febrero de 1957-22 de marzo de 1958); productor de cine quien un año después murió en un accidente de aviación. Aunque su relación fue tumultuosa, más tarde Taylor se refirió a él como uno de los tres amores de su vida, junto con Burton y las joyas.

- Eddie Fisher (12 de mayo de 1959-6 de junio de 1964); después de un periodo de tan solo seis meses de viudez, conoció, en 1959, al mejor amigo de Mike Todd, el cantante Eddie Fisher, casado por entonces con su mejor amiga Debbie Reynolds. Su relación fue inicialmente amistosa, pero Fisher se prendó de ella y decidió abandonar a su mujer. La nueva pareja contrajo matrimonio en medio de uno de los escándalos más sonados de la época. Para esta boda la actriz se convirtió al judaísmo, la creencia de Fisher. Liz Taylor fue tachada de roba-maridos, si bien ya en su madurez, ella y Debbie Reynolds se reconciliaron.

- Richard Burton (15 de marzo de 1964-26 de junio de 1974 / 10 de octubre de 1975-29 de julio de 1976); lo conoció en 1962, en la filmación de Cleopatra, y fue su gran amor, con quien después se casó y se divorció en dos ocasiones y con el que adoptó a su cuarta hija. Sus constantes discusiones, su carácter borrascoso y sus polémicas declaraciones fueron la causa de grandes escándalos. Ríos de tinta corrieron desde el inicio de la publicitada película, hasta su divorcio en 1974, su reconciliación en 1975 y su nuevo divorcio en 1976. Burton la agasajó con fastuosas joyas, como el diamante amarillo Krupp y la perla Peregrina, que antaño perteneció a Felipe II y fue reproducida por Velázquez en varios retratos reales. Cuando esta joya salió a la venta y la compró Richard Burton, desde España se intentó entorpecer la operación, afirmando que era falsa. Pero es sin duda más famoso el diamante Taylor-Burton de 69 quilates, comprado en 1969 por 1,1 millones de dólares. Ya en los años ochenta, Liz lo revendió por el triple y destinó el dinero a fines benéficos en África. En diciembre de 2011, fallecida ya la actriz, sus joyas y valiosos vestidos se subastaron, alcanzando cifras astronómicas.

- John Warner (4 de diciembre de 1976-7 de noviembre de 1982); con él tuvo un matrimonio infeliz que la llevó al alcoholismo. Elizabeth estuvo a punto de casarse con un abogado mexicano, Víctor Luna, con quien tuvo un accidente automovilístico días antes, lo que interrumpió el matrimonio; después de recuperados ambos decidieron no casarse.

- Larry Fortensky (6 de octubre de 1991-31 de octubre de 1996); obrero de la construcción al que había conocido en el Centro Betty Ford durante una cura de desintoxicación. Contrajeron matrimonio en el Rancho Neverland de Michael Jackson en 1991 y terminaron divorciándose en 1996.

Antes de casarse con Hilton, estuvo comprometida con Glenn Davis, ganador del Trofeo Heisman.
Taylor tuvo dos hijos: Michael Howard (nacido el 6 de enero de 1953) y Christopher Edward (nacido el 27 de febrero de 1955), con Michael Wilding. Tuvo una hija, Elizabeth Frances (nacida el 6 de agosto de 1957), con Michael Todd. Durante su matrimonio con Eddie Fisher, Taylor comenzó los procedimientos para adoptar una niña de 2 años de edad, de Alemania, Mary (nacida el 1 de agosto de 1961); el proceso de adopción fue finalizado en 1964, después de su divorcio.
En 1971, Taylor se convirtió en abuela a los treinta y nueve años. En el momento de su muerte, le sobrevivían sus cuatro hijos, diez nietos y cuatro bisnietos.

#### Conversión al judaísmo
A raíz de la muerte de Elizabeth Taylor y de los problemas con su enorme testamento, se ha dicho que la famosa actriz se convirtió al judaísmo a la edad de veintisiete años, algo que, por otra parte, ya aparecía citado en la biografía del crítico norirlandés Alexander Walker, Elizabeth - The Life of Elizabeth Taylor (Weidenfeld, 1991).
Aunque Elizabeth Taylor nació en Londres en el seno de una familia cristiana, sus padres, estadounidenses afincados en la capital británica, pertenecían a la Christian Science. Desde su boda con Eddie Fisher en 1959 hasta su muerte en 2011, Elizabeth Taylor siempre profesó la fe judía. De hecho, cuando se instauró el Mandato Británico de Palestina, tanto su madre como su padrino, el influyente Coronel Victor Cazalet (amigo personal de Winston Churchill), apoyaron el sionismo. También la actriz lo apoyó a lo largo de toda su vida, al igual que al estado de Israel durante el último medio siglo.

#### Su relación con Michael Jackson
Taylor era muy amiga del fallecido Rey del Pop, Michael Jackson. Fue precisamente ella la primera persona que lo llamó así en una entrega de premios, y de ahí surgió el apelativo tan popular. Además, Michael Jackson le escribió una canción exclusiva para su cumpleaños, llamada «Elizabeth I Love You», y una fotografía con ambos juntos fue incluida en la portada del álbum de éxitos de Jackson History.
Ya años antes, una escena juvenil de la actriz se incluyó en el video musical de «Leave Me Alone». Jackson le dedicó una exitosa canción del álbum Bad: «Liberian Girl». En 1991, Jackson acogió en su Rancho Neverland la boda de la actriz con su último marido, Larry Fortensky.
En 2005, Elizabeth Taylor asistió a testificar a la serie de juicios ante las sospechas de abuso infantil que pesaban en contra de Jackson. Taylor se mostró en todo momento incondicional, declarando a favor de él y negando todas las acusaciones.
Taylor se mostró demasiado afectada tras la sorpresiva muerte del cantante el 25 de junio de 2009 y estuvo presente el 3 de septiembre de 2009 en el entierro privado de Michael Jackson en el cementerio Forest Lawn.

#### Problemas de salud, enfermedades y fallecimiento
Taylor luchó con problemas de salud a lo largo de su vida; a partir de su divorcio de Hilton, Taylor tuvo graves achaques cada vez que atravesaba por problemas en su vida personal. Taylor fue hospitalizada más de setenta veces y tuvo al menos veinte operaciones. Muchas veces los titulares de los periódicos erróneamente anunciaban que Taylor estaba cerca de la muerte.
Taylor en su madurez constantemente ganaba y perdía gran cantidad de peso, alcanzando desde 54 hasta 82 kg en la década de 1980. Comenzó con una adicción al tabaco a mitad de la década de 1950 y temía desarrollar cáncer de pulmón, cuando en octubre de 1975 unos estudios de rayos X le mostraron manchas en sus pulmones, llevando más tarde a un tratamiento para no desarrollar la enfermedad. Taylor se rompió la espalda cinco veces, tuvo dos reemplazos de caderas, tenía una histerectomía, sufrió de disentería y flebitis, tuvo una perforación en su esófago, sobrevivió a un benigno tumor cerebral erradicado en 1997 y al cáncer de piel y tuvo ataques de neumonía que amenazaron su vida en dos ocasiones. En 1983 admitió haber sido adicta a las pastillas para dormir y a los analgésicos durante treinta y cinco años. Recibió tratamiento para su alcoholismo y su adicción a las drogas, ingresando en el Centro Betty Ford durante siete semanas a partir de diciembre de 1983 hasta enero de 1984 y de nuevo a partir del otoño de 1988 hasta principios de 1989.
El 30 de mayo de 2006, Taylor apareció en Larry King Live para refutar las afirmaciones de que ella había estado enferma, y negó las acusaciones de que padecía la enfermedad de Alzheimer. Comenzó a usar una silla de ruedas y cuando se le preguntó al respecto, declaró que tenía osteoporosis y que había nacido con escoliosis.
La mutación que otorgó a Taylor dobles pestañas también pudo haber contribuido a su historial de problemas del corazón. En noviembre de 2004, Taylor anunció que sufría insuficiencia cardíaca congestiva, una enfermedad progresiva en la que el corazón se debilita, dejando de bombear suficiente sangre a todo el cuerpo, particularmente a las extremidades inferiores, tales como los tobillos y los pies. En 2009, se sometió a una cirugía cardíaca para colocarle una válvula en el corazón. En febrero de 2011, los nuevos síntomas relacionados con la insuficiencia cardíaca hicieron que fuera ingresada en el hospital Cedars-Sinai Medical Center en Los Ángeles para un tratamiento, donde permaneció hasta su muerte a los 79 años el 23 de marzo de 2011, rodeada de sus 4 hijos.
Fue enterrada en una ceremonia judía privada, presidida por el rabino Jerry Cutler, el día después de su muerte, en el Forest Lawn Memorial Park en Glendale, California. Taylor está enterrada en el Gran Mausoleo, donde el acceso público a su tumba está restringido.

## Legado
Liz Taylor debió una parte no pequeña de su celebridad a su agitada vida, pero su carrera actoral es de gran valor por sí misma. Recibió dos premios Óscar, por Una mujer marcada (1960) y por ¿Quién teme a Virginia Woolf? (1966), y tres nominaciones más, todas ellas en la categoría de mejor actriz principal. Su primera nominación fue por la película El árbol de la vida en 1957 y estuvo nominada los siguientes tres años, hasta que en 1960 se lo concedieron. Alcanzó el récord de cuatro nominaciones en años consecutivos, solo igualado por Marlon Brando. Ya en su madurez recibió un tercer Óscar, honorífico.

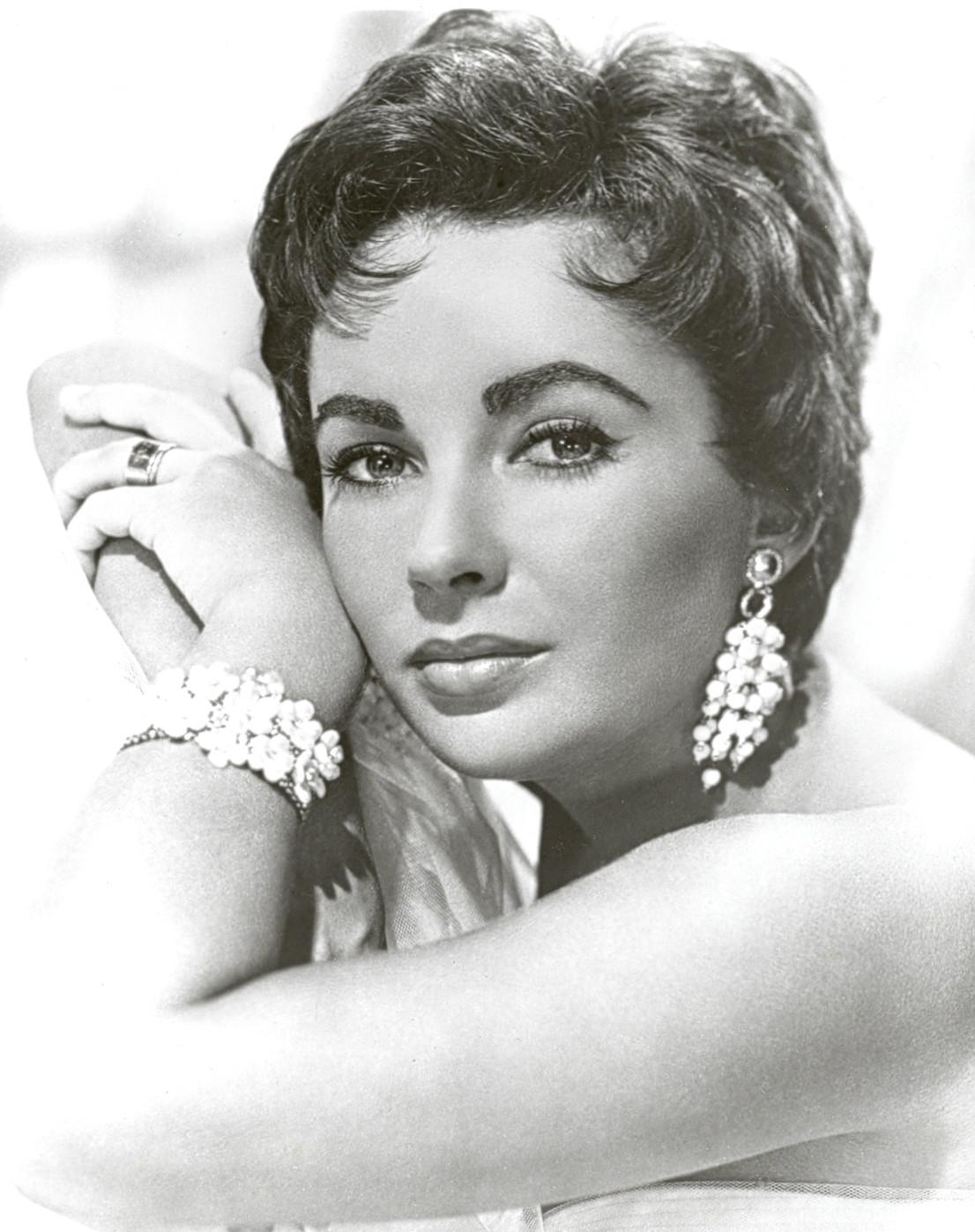
Fotografía de archivo de Taylor, 1953

Fue una estrella calificada por los medios anglosajones como «bigger than life»: «una estrella mayor que la vida misma». Es una recordada leyenda femenina del Hollywood clásico, gracias a su belleza muy fotogénica, a una larga lista de películas relevantes con notables actuaciones y a un turbulento historial sentimental.
Supo explotar con maestría su turbador e innegable atractivo sexual y dio que hablar a través de sus romances polémicos. A raíz de su romance con Richard Burton (estando ambos casados con otras parejas), un periódico del Vaticano la acusó de «vagabundeo erótico», frase que inundó los titulares de todo el mundo. Burton salió en su defensa, afirmando de ella que había tenido solamente cinco parejas, todas conocidas, mientras que otras divas de Hollywood se acostaban con cualquiera en la primera noche (si bien manteniéndolo en secreto). Otras fuentes allegadas a la actriz coinciden al describirla como bastante convencional en el amor: dicen que, si se casó ocho veces, fue porque no era proclive a aventuras fugaces y quería formalizar cada nueva relación con una boda.
Es, probablemente, la actriz que fue declarada «la más hermosa del mundo» en más ocasiones que ninguna otra, superando incluso al llamado «animal más bello del mundo», Ava Gardner. Su rostro se convirtió en símbolo de perfección durante décadas, desde su adolescencia en los años cuarenta hasta su madurez bien entrada la década de los setenta.
Tan famosa por su carrera cinematográfica como por su vida sentimental, Liz Taylor ha sido objeto de la prensa rosa por sus constantes divorcios y matrimonios y por sus problemas de salud: consumo excesivo de alcohol, obesidad (llegó a pesar casi noventa kilos, a pesar de su corta estatura), una lesión de columna que requirió diversas operaciones y un tumor cerebral. En sus últimos años, acudía a actos públicos en silla de ruedas.
Célebre también por sus labores humanitarias en la lucha contra el sida desde la muerte de su amigo Rock Hudson, colaboró con una sociedad dedicada a la lucha y la investigación de esta grave enfermedad. Fue por este motivo galardonada con el Premio Príncipe de Asturias de la Concordia en 1992. Además, ese mismo año, participó en el concierto en tributo a Freddie Mercury, hablando acerca de la prevención necesaria para combatir el sida.

## Premios y distinciones
Premios Óscar
| Año  | Categoría                        | Película                         | Resultado |
| ---- | -------------------------------- | -------------------------------- | --------- |
| 1958 | Mejor actriz                     | El árbol de la vida              | Nominada  |
| 1959 | Mejor actriz                     | La gata sobre el tejado de zinc  | Nominada  |
| 1960 | Mejor actriz                     | Suddenly, Last Summer            | Candidata |
| 1961 | Mejor actriz                     | Una mujer marcada                | Ganadora  |
| 1967 | Mejor actriz                     | Who's Afraid of Virginia Woolf?  | Ganadora  |
| 1993 | Premio Humanitario Jean Hersholt | Premio Humanitario Jean Hersholt | Ganadora  |

Premios Globo de Oro
| Año  | Categoría               | Película                         | Resultado |
| ---- | ----------------------- | -------------------------------- | --------- |
| 1957 | Premio especial         | Por sus sólidas interpretaciones | Ganadora  |
| 1960 | Mejor actriz - Drama    | Suddenly, Last Summer            | Ganadora  |
| 1961 | Mejor actriz - Drama    | Una mujer marcada                | Candidata |
| 1967 | Mejor actriz - Drama    | Who's Afraid of Virginia Woolf?  | Candidata |
| 1969 | Henrietta Award         | Actriz favorita del mundo        | Ganadora  |
| 1974 | Henrietta Award         | Actriz favorita del mundo        | Ganadora  |
| 1974 | Mejor actriz - Drama    | Miércoles de ceniza              | Candidata |
| 1985 | Premio Cecil B. DeMille | Premio Cecil B. DeMille          | Ganadora  |

Festival Internacional de Cine de Berlín
| Año  | Categoría                      | Película            | Resultado |
| ---- | ------------------------------ | ------------------- | --------- |
| 1972 | Oso de Plata a la mejor actriz | Pacto con el diablo | Ganadora  |